# Bastendorf
Bastendorf (luxemburgisch Baastenduerfⓘ) ist eine Ortschaft in der Gemeinde Tandel im Kanton Vianden im Großherzogtum Luxemburg.

## Lage
Bastendorf liegt im Tal der Blees, die wenige Kilometer südlich des Ortes in die Sauer mündet. Bastendorf ist durch die CR 352 und CR 553 an den Verkehr angeschlossen, beide Straßen führen durch den Ort. Nachbarorte sind im Norden Brandenburg, im Nordosten Tandel und im Süden Diekirch und Seltz.

## Allgemeines
Bastendorf wurde erstmals 806 urkundlich erwähnt. Bis zum 31. Dezember 2005 war es Hauptort der gleichnamigen Gemeinde. Zum 1. Januar 2006 fusionierten die beiden Gemeinden Bastendorf und Fuhren zur neuen Gemeinde Tandel. Mit über 500 Einwohnern ist Bastendorf die größte Ortschaft der Gemeinde.
Die Pfarrkirche in der Ortsmitte ist dem heiligen Gangolf geweiht und wurde 1950 nach Plänen des Architekten Nicolas Schmit-Noesen anstelle der im Zweiten Weltkrieg zerstörten Kirche erbaut.